# Nathan Cohen
Nathan Cohen (Christchurch, 2 gennaio 1986) è un canottiere neozelandese, vincitore della medaglia d'oro nel 2 di coppia a Londra 2012.

## Palmarès
- Giochi olimpici

Londra 2012: oro nel 2 di coppia.
- Campionati del mondo di canottaggio

2010 - Lago Karapiro: oro nel 2 di coppia.
2011 - Bled: oro nel 2 di coppia.